# ویرایش رادیویی

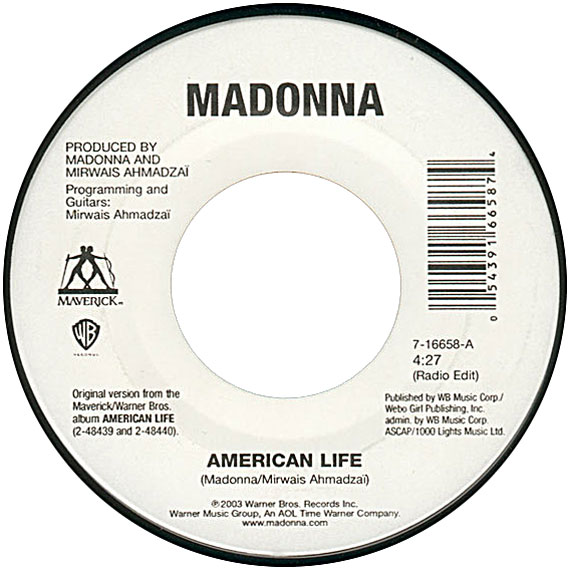
ویرایش رادیویی

در موسیقی ویرایش رادیویی یا میکس رادیویی یک نسخه معمولاً کوتاه شده یا سانسور شده از یک قطعه موسیقی است که هدف آن مناسب‌تر کردن آهنگ برای پخش همگانی برای رادیو و تلویزیون است، این اصلاح ممکن است به دلیل طول، وجود ناسزا در ترانه‌ها، موضوع، ساز، یا فرم اعمال شود. ویرایش‌های رادیویی همچنین ممکن است برای انتشار تک‌آهنگ‌ها نیز استفاده شود. ممکن است از این تک‌آهنگ‌ها به عنوان نسخه ۷ اینچی یاد شود، در مقابل نسخه ۱۲ اینچی که نسخه‌های طولانی‌تر و دست‌نخوره یک آهنگ هستند. با وجود این گفته‌ها همه آهنگ‌های «ویرایش رادیویی»، لزوما در رادیو پخش نمی‌شوند.

## ویرایش برای زمان
ویرایش‌های رادیویی اغلب یک آهنگ طولانی را کوتاه می‌کنند تا از نظر تجاری برای ایستگاه‌های رادیویی قابل استفاده‌تر باشند. طول نرمال برای آهنگ هایی که از رادیو پخش می شود بین 3 تا 5 دقیقه است. با این حال میزان برش از چند ثانیه تا حتی نیمی از یک آهنگ آهنگ‌های ویرایش‌شده معمولا دارای پیش‌درآمد یا برون‌رفت‌های کوتاه شده باشند. گاهی اوقات در قسمت برون‌رفت آهنگ زودتر از موعد محو می‌شود.
برخی از آهنگ‌ها به شدت بیشتری دستخوش تغییر می‌شوند و تنظیم‌های متفاوتی نسبت به نسخه‌های طولانی‌تر اصلی دارند. حتی گاهی اوقات ضبط‌های کاملاً متفاوتی نیز دارند. برای مثال آهنگ "Revolution" از گروه بیتلز است که یک ضبط کاملاً متفاوت از نسخه موجود در آلبوم White دارد. نمونه دیگر «تو را دوست دارم » از مایلی سایرس است. نسخه اصلی موجود در آلبوم، یک نسخه آرام، خلوت و به طول ۴ دقیقه و ۳۷ ثانیه اس؛ در حالیک. ویرایش رادیویی یک نسخه کاملاً متفاوت و ریمیکسی از سدریک ژروه است و ٣ دقیقه و ٣٦ ثانیه به طول می‌انجامد.
برخی از آهنگ‌های علیرغم طولانی بودن، معمولا به دلیل تقاضای شنوندگان از ایستگاه‌ها، ویرایش رادیویی ندارند. نمونه‌هایی از این آهنگ‌ها عبارتند از:
- Vicarious» (٢٠٠٦)» توسط Tool به طول ٧ دقیقه و ٦ ثانیه
- Hey Jude» (١٩٦٨)» توسط The Beatles به طول ٧ دقیقه و ١١ ثانیه
- «پلکانی به سوی بهشت (١٩٧١)» از لد زپلین به طول ٨ دقیقه و ٣ ثانیه
- تا زمان پدیدآمدن رادیو پراگرسیو در اواسط دهه شصت میلادی، ایده پخش آهنگ‌های طولانی در رادیوهای تجاری بسیار نادر بود. اکثر فرمت‌های موسیقی راک از رادیو پراگرسیو نشات می‌گیرند و به این ترتیب آهنگ‌های راک تمایل دارند در صورت عادی‌بودن شرایط، طولانی‌تر از آهنگ‌های سبک‌های دیگر پخش شوند.